# 坂東調右衛門
坂東 調右衛門（ばんどう ちょうえもん、1896年10月6日 - 1982年2月19日）は、歌舞伎俳優。本名は高瀬 大助。仙台市出身。劇団前進座の草創期からのメンバーとして活躍した。

## 概略
興行師高瀬吉兵衛の子として生まれ、1903年に仙台の新派興行で初舞台を踏む。その後、しばらくは地方を拠点として活動していた。1917年に東京に出て3代目坂東秀調に入門し、坂東調右衛門を名乗る。とんぼを得意としてさまざまな舞台に出演し、7代目市川中車に指導を受ける。1931年に創立まもない前進座に入団した後、その中心メンバーとして脇を固めたほか、映画にも多く出演した。1971年には前進座功労座員に推される。
息子は演出家の高瀬精一郎、孫は演出家の高瀬一樹、歌舞伎役者の二代目中村扇乃丞。著書に『脇役一代』（新日本出版社、1977年）がある。